# Giacomo Stella
Giacomo Stella (Vicenza, 4 novembre 1949) è uno psicologo italiano.

## Biografia
Laureato in sociologia all'Università di Trento (1974) e poi in psicologia all'Università di Padova (1977), ha anche frequentato l'università di Ginevra, ottenendo un diploma in epistemologia genetica (1986).
Ha lavorato come psicologo nelle strutture del servizio sanitario nazionale a Modena e poi a Bologna, quindi è stato professore associato di psicopatologia dello sviluppo a Urbino e poi professore straordinario di psicologia clinica all'Università di Modena e Reggio Emilia.
Il suo campo di attività clinica e di ricerca è sempre stato quello dei disturbi specifici di apprendimento. Ha fondato l'Associazione Italiana Dislessia (1997), di cui è stato presidente fino al 2001 e poi di nuovo dal 2005 al 2007. L'associazione è la principale fonte in Italia di attività di informazione, formazione e aiuto sui disturbi specifici di apprendimento, con sede nazionale a Bologna e numerose sedi locali in tutte le province italiane.
Giacomo Stella è stato promotore di numerose iniziative di ricerca scientifica, ma anche di sostegno sociale per le persone con disturbi specifici di apprendimento, avendo un ruolo fondamentale per la promulgazione della Legge 170/2010 che tutela i diritti delle persone con dislessia e altri disturbi di apprendimento. Organizzatore di corsi e congressi sul tema della dislessia, è stato anche membro del board dell'European Dyslexia Association. Nel 2004 ha fondato la rivista Dislessia (Erickson) di cui è il direttore.
Autore di numerosi libri e articoli, nel volume intitolato Tutta un’altra scuola!, ispirandosi alla Montessori e a don Milani, propone un modello di scuola " piatta" e non competitiva, incentrata su una ricerca della verità attiva, cooperativa e inclusiva, ma priva della tradizionale autorità del corpo docente. Secondo tale modello educativo, le aule sono arredate come Open Space privi di cattedre, con Lavagna interattiva multimediale e connettività wireless o Powerline diffusa.

## Opere
- La dislessia, Bologna, il Mulino, 2004, ISBN 978-88-15-09681-4.